# Capilloppia smithersi
Capilloppia smithersi är en kvalsterart som först beskrevs av Arthur P. Jacot 1940.  Capilloppia smithersi ingår i släktet Capilloppia och familjen Oribatulidae. Inga underarter finns listade.